# Destinul lui Jean Morénas
Destinul lui Jean Morénas (în franceză La Destinée de Jean Morénas) este o nuvelă scrisă de Jules Verne și publicată în antologia Ieri și mâine în 1910. De fapt, nuvela de față a fost rescrisă în totalitate de către Michel Verne pornind de la o operă de tinerețe a tatălui său, intitulată Pierre-Jean, scrisă în 1852.

## Povestea
Jean Morénas locuiește împreună cu fratele său mai mare, Pierre, cu mama sa, cu unchiul său și cu fiica acestuia, Marguerite, de care este îndrăgostit. Într-o zi, Pierre dispare, spre marea tristețe a familiei. Cinci ani mai târziu, într-o dimineață, unchiul este găsit mort, strangulat. Înainte de a muri, acesta reușise să scrie pe o bucată de hârtie că fapta îi aparține nepotului său. Deși nu el a comis crima, Jean Morénas este condamnat la 20 de închisoare.
După ce își ispășește jumătate din pedeapsă, un bogătaș pe nume dl. Bernardon îi oferă posibilitatea de a evada. Jean Morénas profită de ocazie și este sfătuit să meargă la Marsilia, unde să se îmbarce pentru Chile. Înainte de asta, el vrea să își revadă zona natală, cu mormântul mamei sale și cu verișoara lui.
Ajuns acasă, el asistă la o scenă teribilă: dl. Bernardon strangulează un om. În dl. Bernardon, Jean îl recunoaște pe fratele său, Pierre, care dispare după crimă. De la primul etaj coboară o femeie cu doi copii, în care Jean o recunoaște pe verișoara lui, Marguerite. Jean își dă seama că Pierre fusese cel care îl ucisese pe unchiul lor și nu știe ce să facă: pe de o parte, este bucuros că acum se răzbună nedreptatea pe care i-o făcuse fratele său, dar pe de altă parte își dă seama că, dacă fratele său este condamnat, Marguerite va suferi foarte mult, deoarece îl iubește.
Decizia pe care o ia este de a-l scoate basma curată pe Pierre, visând la femeia pe care o iubește și pe care o dorește fericită cu orice preț.

### Capitolele nuvelei
Nuvela are 9 capitole, fără titlu.

## Variantele nuvelei
Versiunea inițială a lui Jules Verne, intitulată Pierre-Jean, și cea rescrisă de Michel și publicată în volumul Ieri și mâine diferă substanțial. Punctul de plecare al celor două texte a rămas același, anume evadarea unui prizonier din închisoarea Toulon cu ajutor primit din exterior. Chiar și numele unora dintre personaje a rămas același, cum e cazul bogătașului din Marsilia Bernardon, sau a colegului de suferință a personajului principal, Romain.
În ceea ce privește continuarea acțiunii, aceasta diferă la cei doi autori. Michel și-a imaginat o operă dramatică, amintind în multe pasaje ale sale de suferințele contelui Mathias Sandorf. La rândul său, Jules Verne făcuse din nuvela sa un imn al libertății care îi oferea prilejul să sublinieze problemele sistemului penitenciarelor din acea vreme. În versiunea lui, personajul principal (Pierre-Jean) este ajutat să evadeze de fiul unei femei pe care îl ajutase la rândul lui cu multă vreme în urmă. 

## Teme abordate în cadrul nuvelei
- Condamnarea injustă suferită de Jean Morénas, care amintește de a celor trei luptători pentru independența Ungariei din Mathias Sandorf sau a fraților Kip din romanul omonim
- Sacrificiul pentru persoana iubită
- Evadarea cu ajutor dinafară, care seamănă cu aceea a fraților Kip

## Lista personajelor
- Jean Morénas - tânăr condamnat pe nedrept pentru o crimă pe care nu a comis-o
- Dl. Bernardon - armator bogat din Marsilia, care se dovedește a fi fratele mai mare a lui Jean, Pierre
- Vice-amiralul - conducătorul închisorii din Toulon
- Adjutantul
- Romain - condamnat, coleg cu Jean
- D-na Morénas - mama lui Jean și a lui Pierre
- Alexandre Tisserand - fratele d-nei Morénas, ucis de nepotul său, Pierre
- Marguerite Tisserand - fiica lui Alexandre, îndrăgostită de verișorul ei, Pierre, șid e care e îndrăgostit Jean
- Dl Cliquet - notar, a doua victimă a lui Pierre

## Traduceri în limba română
1925 - Taina ocnașului (Destinul lui Jean Morénas}, Ed. I. Negreanu, traducere G. B. Rareș.